# トモダチごっこ
『トモダチごっこ』は、ももち麗子による日本の漫画作品。『デザート』（講談社）にて2011年4月号から2012年3月号まで連載された。話数は全13話。単行本は全3巻。

## 概要
「いじめ」と「友達」をテーマとした作品で、これまでの作品とは異なり平仮名3文字のタイトルではない。また、これまでの作品にはなかった「主人公が過去へタイムスリップする」という展開が用いられており（作者のインタビューによると「いつか使ってみたかった展開」とのこと）、「人生をやり直せたらどうするか」というのがもう一つのテーマとなっている。

## あらすじ
舞台は仙台にある女子校「聖エトワール女学館」。地元ではお嬢様学校で有名な名門高校である。この学校の屋上に、飛び降り自殺を図ろうとする一人の少女の姿があった。
仙台で生まれ育ち、現在は東京に住んでいる村咲みどりは東京の高校に通うことを志望していたが、第一希望の高校の受験に失敗。更に母が離婚し、祖母を介護することになったことからみどりは生まれ故郷である仙台に引越し、聖エトワール女学館に入学する。珍しい転校生をクラスメイト達は歓迎したものの、クラス委員長の伊集院エレナは冷ややかな表情を浮かべていた。
ある日、みどりは偶然にも同じ学校に通っていた幼馴染の「あーちゃん」こと氏原あかりと再会する。再会を喜ぶみどりだったが、実はあかりはエレナをはじめとする女子達からいじめを受けていた。そのことを知ったみどりはあかりを助けようとするが、そのためにエレナ達に目をつけられて新たないじめのターゲットにされ、あかりはみどりを見捨てて不登校になってしまった。いじめが始まって数日後、遂にいじめに耐えられなくなったみどりは学校の屋上に上り、そこから飛び降り自殺を図る。
ところが飛び降りた直後、みどりは中学生の頃までタイムスリップする。自分が過去へ戻ったと知ったみどりは人生をやり直そうと決意し、今度は第一希望の高校に合格したが、その後両親が離婚したことから自ら仙台に行き、再び聖エトワール女学館に入学する道を選ぶ。かくして聖エトワール女学館での生活をやり直すこととなったみどりは、表向きはあかりのいじめに目を瞑りながら陰で密かにあかりを助けるが、その行いがエレナの知るところとなり、またも彼女に目をつけられてしまった。しかし、そこへみどりの幼馴染の少年・「トリハダ」こと鳥羽大輔が現れたことでみどりの「第二の人生」は思わぬ方向へ動き始める。

## 登場人物
村咲 みどり（むらさき みどり）
主人公。聖エトワール女学館に通う女子高生。あかりからは「みどり」、大輔からは「ピコ」、エレナからは「ムラサキ」と呼ばれている。お笑いが好きで明るい性格。
東京に住んでいたが、聖エトワール女学館に通うことになったため仙台へ引っ越してきた。元々小学校5年生までは仙台に住んでおり、氏原あかりや鳥羽大輔とは小学生時代の幼馴染である。
エレナ達にいじめられていたあかりを助けた事と東京出身である事を妬まれたために自身がいじめのターゲットになってしまい（その間、携帯電話に自分がいじめられていることを日記として書き綴っていた）、ある日それに耐え切れなくなって学校の屋上から飛び降り自殺を図ったが、それがきっかけで中学時代へタイムスリップし、「第二の人生」を歩み始めることになる。
「第二の人生」では志望していた東京の学校に合格したが、母の離婚により再び仙台へ引っ越し聖エトワール女学館に入学。エレナに目をつけられないよう行動するも結局は再びいじめのターゲットにされるが、ある日幼馴染の鳥羽大輔と再会し、彼とエレナの仲を取り持つことと引き換えにあかりへのいじめをやめさせ、自分へのいじめも止まった。しかし、後にそのことを知ったあかりと対立、その際彼女に自分がタイムスリップしてきたことを明かした。
その後、大輔と別れることを拒んだエレナが彼に濡れ衣を着せたこと、あかりがエレナに復讐しようとして失敗した上エレナに怪我を負わされたことを知ったことで遂にエレナへの復讐を決意。当初はエレナを殺すことで復讐しようとしていたが、彼女が自供しなければ大輔の濡れ衣を晴らせないことを知ってその計画を断念した。その後、偶然「第一の人生」で使っていた携帯電話に記録していた自分の日記から「町外れのビルで爆発事故が起きた」という記述を見つけ、それを利用して復讐しようと画策。エレナを捕らえてあかりと大輔を救うことを要求した上で、ビルの爆発事故を利用し彼女との無理心中を計画した。
あかりと大輔を救うことには成功したが、エレナとの無理心中は土壇場であかりと大輔が駆けつけたため失敗に終わる。その後もエレナへの復讐を諦めていなかったが、あかりと大輔に今まで苦しんでいたことに気づかなかったことを謝罪されたのがきっかけとなって復讐を諦め、あかりと和解。最後は晴れてあかりと親友同士になることができた。
伊集院 エレナ（いじゅういん エレナ）
みどりのクラスのクラス委員長。通称「エレナ様」。裕福な家庭のお嬢様で趣味は和歌。一見おしとやかなお嬢様だが、実はあかりやみどりをいじめている主犯格であり、時折乱暴な言葉遣いになることがある。また自分が悪いことをしているとは全く思っておらず、非常に傲慢な性格の持ち主。二人の取り巻きの女子を従えている。
みどりの「第二の人生」ではあかりとみどりが幼馴染だったことを知って再びみどりをいじめようとしたが、その矢先に鳥羽大輔に一目ぼれする。同時に彼がみどりとあかりの幼馴染だと知り、これ以上あかりをいじめると大輔にそのことを知られるかもしれないと危惧。その後、みどりの仲介で大輔と付き合い始め、またあかりへのいじめをやめたが、やがて大輔に一日数十回もメールや電話を送るなどの行動をとり始めたことから本性を大輔に気づかれてしまう。その数日後、自分に別れを告げようとした大輔に自分を乱暴しようとした濡れ衣を着せ、彼を退部に追いやった。
実は大輔から別れを告げられる前に自分に復讐しようとしたあかりを脅迫し、あかりが復讐に使おうとした携帯電話を取り上げ隠した上で携帯電話を取り返そうと追ってきた彼女を屋上から突き落とし怪我を負わせていた。後にそのことと大輔達を傷つけたことを全く反省していないことを知ったみどりの怒りを買って彼女に拉致監禁され、あかりの携帯電話を隠した場所を明かすことと大輔への謝罪文を書くことを要求された。その後、自分が監禁されているビルが間もなく爆発すると知らされ、みどりが自分を道連れにして死のうとしていることを知る。
その際にみどりがタイムスリップして人生をやり直していたことを本人の口から聞かされ、「第一の人生」でみどりをいじめたことを弁解しようとするもかえって彼女を逆上させる結果となる。最後は駆けつけたあかりと大輔に助け出されるが、直後に恐怖と混乱のあまりその場から逃げ出した。その後は登校してこなくなり、二学期が始まる前に別の女子校へ転校した。同時に大輔にした仕打ちがクラス中に知れ渡り、それまで自分を心配していたクラスメイトから悪く言われるようになった。
実は自分の取り巻きを含むクラスメイト達からは快く思われておらず、陰で嘲笑されていた。
氏原 あかり（うじはら あかり）
みどりのクラスメイトで、大人しい性格の少女。小学生時代は明るく友人も多かった。みどりからは「あーちゃん」、大輔からは「デコ」、エレナからは「ウジ」と呼ばれている。祖母と二人暮らしをしている。みどりの小学生時代からの幼馴染で親友。
理由は不明だがおそらく中学生の時から三年間エレナを初めとする女子達からいじめを受けており、後にいじめられていたところをみどりに助けられたが、みどりがいじめられ始めると彼女を見捨ててしまい、その後は不登校になった。
みどりの「第二の人生」ではみどりと再会した後、いじめられていた所を密かにみどりに助けられたことで仲良くなるが、後にみどりがエレナと大輔を引き合わせたことを知って「エレナに大輔を売った」とみどりを非難し、彼女と対立してしまった。その際に彼女がタイムスリップしていたことやみどりが「第一の人生」で自殺していたことを知り、自分が第一の人生でみどりを追い詰めたのではないかと自責の念に駆られ、エレナに復讐しようとしたが失敗。逆に彼女達に写真を撮られて脅迫された上携帯電話を奪われてしまい、脅迫のネタとなった写真を取り返そうとエレナの後を追って辿り着いた屋上でエレナに突き落とされ怪我を負ってしまう。
負傷後は暫く意識不明になっていたが、後に意識を取り戻し、見舞いに来たみどりに自分がされたことを打ち明けた。退院後は家で療養しており、後にみどりからエレナに取り上げられていた携帯電話を返されるが、その際にみどりの様子がおかしいことに気づき、彼女を止めようとするも失敗。その後偶然にもみどりが落としていった「第一の人生」の携帯電話からみどり達の居場所を突き止めて大輔と共にみどりとエレナを救出し、事件後みどりに「第一の人生」で裏切ったことを謝罪。最後は二学期に復学し、晴れてみどりと親友になることができた。
エレナのことを恨んではいたが、エレナの悪事を知った途端に態度を変えたクラスメイト達に対しては複雑な様子を見せていた。
鳥羽 大輔（とりは だいすけ）
聖エトワール女学館から近い男子高に通っている男子高生。明るく気さくな性格をしている。通称は「トリハダ」と「大」。サッカー部のエースでモテモテ。ファンからは『バード大輔』と呼ばれる。実はみどりとあかりの小学生時代の幼馴染で、子供時代はスカートめくりの常習犯だったため、みどり達と再会した際にそのことを覚えていた二人から警戒されていた。
みどりの「第二の人生」ではみどりの仲介でエレナと付き合い始めたが、その後エレナの異常な執着心に気づきはじめ、後にみどりに相談し、エレナに別れを告げる。だがその際エレナの策略で彼女への暴行未遂の濡れ衣を着せられ、サッカー部を退部させられた上で謹慎処分を科せられ、その後更に退学の危機にも陥った。
物語終盤で自宅を訪れたみどりと会った際に彼女の様子がおかしいことに気づき、更にその直後エレナが突然濡れ衣を着せたことを自白する謝罪の手紙を学校に提出していたことを知ってみどりが何か仕組んでいるのではないかと気づく。その後姿を消したみどりを捜してあかりの家を訪れた際にみどりが落としていった携帯電話から彼女の居場所を突き止め、みどりとエレナを救出。この一件でみどりがタイムスリップして人生をやり直していたことを知り、同時に日記の内容を読んだことで自分が「第一の人生」の際にみどりの異変に気づけなかったことを謝罪し、エレナへの復讐を遂げようとするみどりを諭して復讐を諦めさせた。最後はみどりがエレナに書かせた謝罪文により無実が証明され、復学することができた。
村咲 桃代（むらさき ももよ）
みどりの母親。夫と離婚し、祖母の介護のために仙台へ引っ越した。しっかり者である。みどりとあかりの再会をとても喜んでいる。
ハナ丸
みどりが飼っているオカメインコ。とても人懐こい性格でよくおしゃべりをする。
エレナの取り巻き達
エレナに付き従っているツインテールの女子とソバージュヘアの女子の二人組。あかりやみどりへのいじめに荷担したほか、後半ではエレナがあかりを脅迫した際にも荷担している。
表向きはエレナを慕っているように見えるが、実際は二人とも内心ではエレナを快く思っておらず、エレナが大輔に一目惚れした際にはあかりをいじめることができなくなりストレスがたまったエレナからの八つ当たりを受け、更にツインテールの女子は後にエレナの悪口をみどりに話したことから髪を短く切られるなど度々エレナにひどい目に遭わされていた。
エレナとは違って根っからの悪者ではなく、あかりが屋上から転落したことを知った際には「自分達のせいで飛び降り自殺を図ったのではないか」と責任を感じていた。また、最終話でエレナの悪事を知ったクラスメイト達が掌を返して彼女の悪口を言い合っていた際にはそれに加わることなく複雑な様子を見せていた。

## 書誌情報
- ももち麗子『トモダチごっこ』講談社〈KCデザート〉、全3巻
  1. 2011年7月13日発売[3]、ISBN 978-4-06-365657-2
  2. 2011年11月11日発売[4]、ISBN 978-4-06-365673-2
  3. 2012年4月13日発売[5]、ISBN 978-4-06-365689-3